# Libuše Jarcovjáková

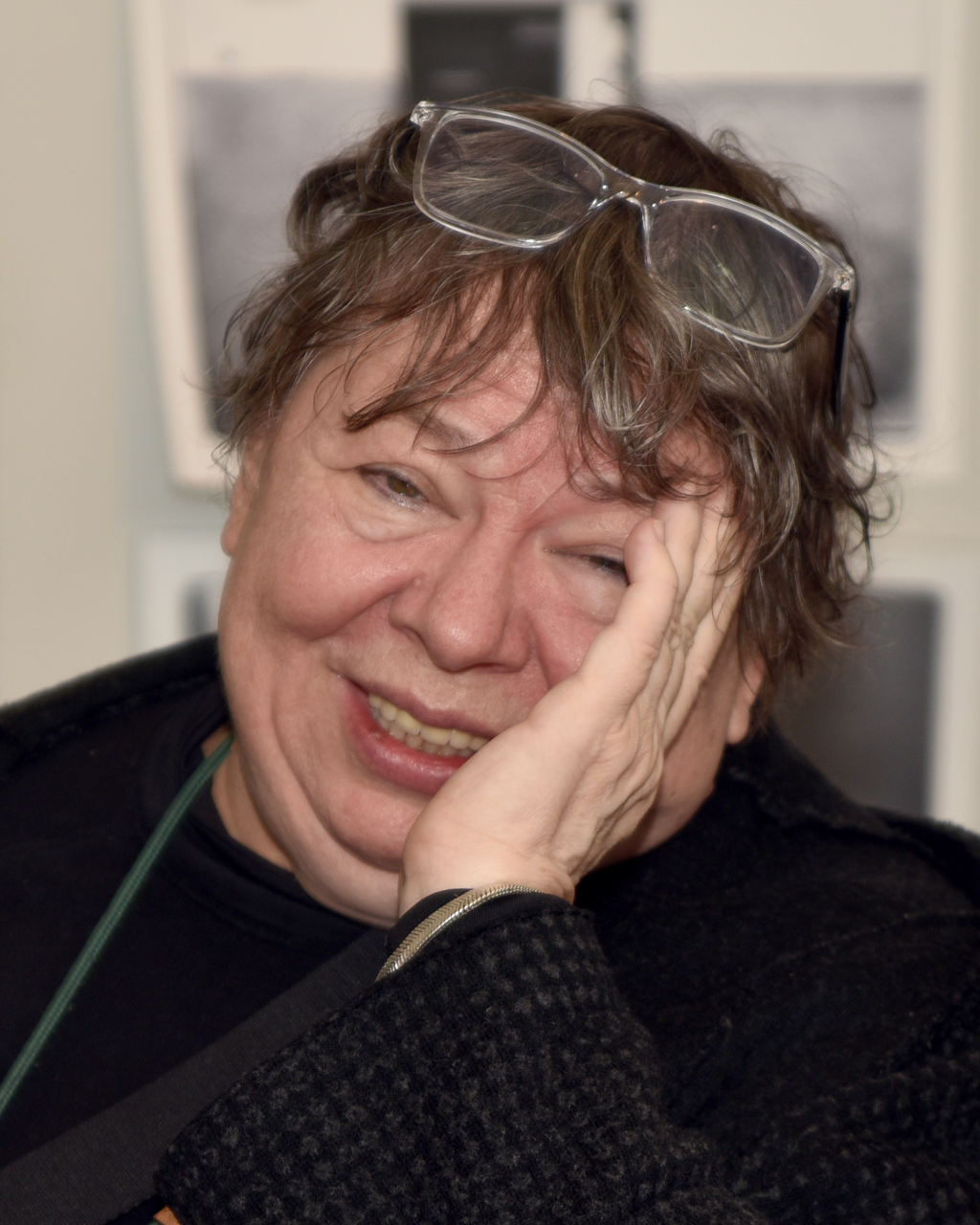
Libuše Jarcovjáková (2023)

Libuše Jarcovjáková (geboren am 5. Mai 1952 in Prag) ist eine tschechische Fotografin. Sie fotografierte das Nachtleben und Minderheiten in den 1970er und 1980er Jahren in Prag und West-Berlin. So dokumentierte sie tschechische Roma, vietnamesische Gastarbeiter in Prag und vor allem die Prager und Berliner LGBT-Szene der 1980er Jahre, weshalb sie häufig mit Nan Goldin verglichen wird.

## Leben
Libuše Jarcovjáková wuchs in Prag in der Ostrovní Straße auf. Ihre Eltern, Marie Jančová (gestorben am 17. September 2012) und Vladimír Jarcovják (geboren am 17. März 1924 in Zlín), waren beide Maler, ebenso ihr Großvater. Schon im Alter von 13, 14 Jahren begann sie sich nach eigenen Aussagen für Fotografie zu interessieren, als sie einem Fotoclub für Jugendliche beitrat. Von 1968 bis 1989 fotografierte sie mit einer 6×6-Mittelformatkamera und einer Asahi Pentax Spotmatic. Da ihr Vater vom kommunistischen Regime als Regierungskritiker eingestuft wurde, hatte sie Schwierigkeiten, einen Studienplatz zu erhalten. Aus diesem Grund arbeitete sie von 1972 bis 1975 in der Druckerei Svoboda, in der zahlreiche Fotografien entstanden. Dort unterrichtete sie vietnamesische Gastarbeiter, denen sie Tschechisch beibrachte.
Sie studierte von 1967 bis 1972 an der Mittelschule für Grafik, ehe sie 1977 zur Film- und Fernsehschule der Akademie der musischen Künste in Prag zugelassen wurde, an der sie sich jahrelang vergeblich beworben hatte. Das Studium schloss sie 1982 mit einem M. A. ab. Im Jahr 1978 hielt sie sich mehrere Monate in Japan auf und kehrte 1986 und 1999 für längere Besuche dorthin zurück. Ihr Aufenthalt im Jahr 1986 führte zu einer kurzen Karriere als Modefotografin in Tokio. 1985 zog Jarcovjáková nach West-Berlin und kehrte 1990 nach Prag zurück, wo sie noch heute lebt. Um ihre künstlerische Arbeit zu finanzieren, war sie in Berlin von 1987 bis 1990 als Zimmermädchen im Hotel InterContinental beschäftigt. Parallel entstanden fotografische Arbeiten für das Berliner Institut für Mikrobiologie. Sie war zweimal verheiratet: die erste Ehe mit František, ab 1978, wurde 1982 geschieden, damit sie eine Scheinehe mit einem westdeutschen Mann eingehen konnte, um nach Berlin zu emigrieren.
Von 1992 bis 2014 unterrichtete sie Fotografie an der Hochschule für Grafikdesign und der Mittelschule für Grafikdesign in Prag (VOŠ a SPŠ Grafická v Praze). Von 2015 bis 2022 war sie akademische Assistentin an der Ladislav-Sutnar-Fakultät für Kunst und Design der Westböhmischen Universität in Pilsen, seit 2022 leitet sie dort die Abteilung für Fotografie. Sie arbeitet daneben seit 2022 an ihrer Promotion.

## Werk
Libuše Jarcovjáková wurde einer breiteren Öffentlichkeit erst zu einem späten Zeitpunkt in ihrer Karriere bekannt. Internationales Renommé brachte ihr eine Retrospektive des Festivals Rencontres d’Arles im Sommer 2019 ein. Das Buch, das die Ausstellung begleitete, Evokativ, gelangte in die finale Auswahl der Aperture Foundation zum Fotobuch des Jahres.
Zwischen 1983 und 1985 fotografierte Jarcovjáková auf Partys in der Schwulen- und Lesbenbar T-Club am Prager Jungmann-Platz, die sie fast jeden Abend besuchte mit Schwarzweißfilm und Blitzlicht. Sie hörte mit dem Fotografieren dort jedoch auf, nachdem ein Besucher der Bar ermordet worden war. Die Polizei hatte sie aufgesucht und aufgefordert, ihre Fotografien vorzulegen, um mögliche Hinweise auf den Täter zu finden. Eigenen Aussagen zufolge wurde ihr in dem Moment klar, was passieren konnte, wenn ihre Fotos in falsche Hände gerieten. Unter dem kommunistischen Regime bewegten sich die Besucherinnen und Besucher der Bar am Rande der Illegalität. Obwohl gleichgeschlechtliche sexuelle Begegnungen in der Tschechoslowakei seit 1962 entkriminalisiert waren, wurden Homo- und Transsexuelle weiterhin inhaftiert.
Bilder aus dieser Zeit zeigte sie öffentlich erst ab 2008, um ihre Freundinnen und Freunde nicht zu gefährden. 2019 erschienen erneut Fotos aus dem T-Club unter dem Titel Evokativ in Ausstellungen und als Buch. Sean O’Hagan beschrieb das Werk in The Guardian als einen „kantigen tagebuchartigen Ansatz, der ein rücksichtslos gelebtes Leben in einer Zeit politischer Unterdrückung“ offenlege. Als „Bilder, die wenig auf formale Belange achten, aber dennoch eine Zeit und ein Milieu auf kompromisslose Weise“ einfingen.
Daneben fotografierte sie in den 1970er Jahren in der Prager Roma-Gemeinschaft sowie vietnamesische und kubanische Vertragsarbeiter. Über den Verlauf der Jahre machte sie zahlreiche Selbstporträts sowie Porträts ihres Ehemanns und ihrer Geliebten beider Geschlechter, die ungezwungen Sexualität und Nacktheit dokumentieren. Gegenüber Sylva Ficová vom deutsch-tschechisch-slowakischen Onlinemagazin des Goethe-Instituts Jádu bezeichnete sie es als Obsession, dass sie sich selbst derart häufig fotografiere: „Ja, das ist ein Zwang. Ich werde nämlich extrem von Spiegeln und ihrer Reflexion angezogen. Ich fotografiere überall, im Zug, im Klo.“
Jarcovjákovás Tagebuchaufzeichnungen und Fotografien aus Prag, West-Berlin und Tokio zwischen 1971 und 1987 wurden 2016 in dem Buch Černé Roky (Die schwarzen Jahre) veröffentlicht.
Die tschechische Regisseurin Klára Tasovská collagierte aus Jarcovjákovás Tagebuchaufzeichnungen und Fotografien den Film Noch bin ich nicht, wer ich sein möchte (Ještě nejsem, kým chci být), der im Februar 2024 auf den 74. Internationalen Filmfestspielen Berlin 2024 in der Sektion Panorama seine Uraufführung hatte.

## Publikationen
- Černé Roky: 1971–1987. Nakladatelství Wo-men, Prag 2016, ISBN 978-80-905239-6-8.
- Ženy 60+. Nakladatelství Wo-men, Prag 2018, ISBN 978-80-905239-7-5.
- Evokativ. Verlag Untitled, Prag 2019, ISBN 978-80-907568-0-9.
- Frank Eckhardt (Hrsg.): Libuše Jarcovjáková: Wenn Du nach Hause gehst, hol mich ab. Riesa Efau Kultur Forum Dresden, Dresden 2022, ISBN 978-3-947103-08-9.

## Filme
- 2024: Noch bin ich nicht, wer ich sein möchte, Regie: Klára Tasovská

## Auszeichnungen
- 2017: Fotografin des Jahres, Verband der Berufsfotografen Prag
- 2017: Vienna Photo Book Festival, 2. Platz für den Buchdummy zu Černé roky (The Black Years)
- 2019: Buch des Jahres, Verband der Berufsfotografen Prag
- 2019: Fotografin des Jahres, Verband der Berufsfotografen Prag
- 2021: Chevalière de L’ordre des arts et des lettres des französischen Kultusministeriums

## Ausstellungen (Auswahl)
- 2012: Anamnesis / Remembering, Galerie 1. Patro (Galerie 1. Etage), Prag
- 2015: Transfuze 1, Tschechisches Zentrum, New York
- 2017: Transfuze 2, Sol Mednick Gallery, Philadelphia
- 2018: Libuše Jarcovjáková: Schwarze Jahre – Berliner Tagebücher 1985–1990, Tschechisches Zentrum Berlin
- 2018: Libuše Jarcovjáková: Kimochi. Postele a pokoje, Galerie FotoGrafic, Prag
- 2019: T-Club, Langhans Café, Prag
- 2019: Evokativ, Église Sainte-Anne d’Arles, Rencontres d’Arles
- 2021: Libuše Jarcovjáková: Ach, Dům umění, České Budějovice
- 2022: Libuše Jarcovjáková: A Long Way Somewhere, Gandy Gallery, Bratislava